# Apajaissaari (ö, lat 61,46, long 25,60)
Apajaissaari är en ö i Finland. Den ligger i sjön Päijänne och i kommunen Sysmä i den ekonomiska regionen  Lahtis ekonomiska region  och landskapet Päijänne-Tavastland, i den södra delen av landet, 150 km norr om huvudstaden Helsingfors. Öns area är 2,2 hektar och dess största längd är 260 meter i sydöst-nordvästlig riktning.